# Campionati europei di skeleton 2018
I Campionati europei di skeleton 2018, ventiquattresima edizione della manifestazione organizzata dalla Federazione Internazionale di Bob e Skeleton, si sono tenuti il 15 dicembre 2017 a Igls, in Austria, sulla Olympia Eiskanal Innsbruck, il tracciato sul quale si svolsero le competizioni del bob e dello slittino ai Giochi di Innsbruck 1976 e le rassegne continentali del 1981, del 1983 (unicamente nella specialità maschile), del 2010 e del 2013 (anche in quella femminile) e del 2015 (soltanto in quella femminile). La località tirolese ha quindi ospitato le competizioni europee per la quinta volta nel singolo maschile e per la quarta in quello femminile.

Anche questa edizione si è svolta con la modalità della "gara nella gara" contestualmente alla quinta tappa della Coppa del Mondo 2017/2018 e ai campionati europei di bob 2018.

## Risultati

### Skeleton uomini
La gara si è disputata il 15 dicembre 2017 nell'arco di due manches ed hanno preso parte alla competizione 23 atleti rappresentanti 12 differenti nazioni.

Il lettone Martins Dukurs ottenne il suo nono alloro europeo consecutivo, sopravanzando il russo Nikita Tregubov, già bronzo nel 2016, e il tedesco Axel Jungk, alla sua prima medaglia continentale.
| Pos. | Atleti                | Nazione     | Tempo   | Distacco |
| ---- | --------------------- | ----------- | ------- | -------- |
|      | Martins Dukurs        | Lettonia    | 1:46.03 |          |
|      | Nikita Tregubov       | Russia      | 1:46.52 | +0.49    |
|      | Axel Jungk            | Germania    | 1:47.00 | +0.97    |
| 4    | Christopher Grotheer  | Germania    | 1:47.08 | +1.05    |
| 5    | Tomass Dukurs         | Lettonia    | 1:47.17 | +1.14    |
| 6    | Alexander Gassner     | Germania    | 1:47.28 | +1.25    |
| 7    | Marcus Wyatt          | Regno Unito | 1:47.43 | +1.40    |
| 8    | Vladislav Marčenkov   | Russia      | 1:47.53 | +1.50    |
| 9    | Matthias Guggenberger | Austria     | 1:47.66 | +1.63    |
| 10   | Jeremy Rice           | Regno Unito | 1:47.75 | +1.72    |

### Skeleton donne
La gara si è disputata il 15 dicembre 2017 nell'arco di due manches ed hanno preso parte alla competizione 19 atlete rappresentanti 12 differenti nazioni.

L'atleta russa Elena Nikitina ottenne il suo secondo alloro continentale dopo quello conquistato a Igls 2013, sopravanzando la tedesca Jacqueline Lölling, detentrice del titolo 2017, e l'austriaca Janine Flock, già campionessa europea nel 2014 e nel 2016.
| Pos. | Atleti             | Nazione     | Tempo   | Distacco |
| ---- | ------------------ | ----------- | ------- | -------- |
|      | Elena Nikitina     | Russia      | 1:48.80 |          |
|      | Jacqueline Lölling | Germania    | 1:49.47 | +0.67    |
|      | Janine Flock       | Austria     | 1:49.61 | +0.81    |
| 4    | Laura Deas         | Regno Unito | 1:49.62 | +0.82    |
| 5    | Kimberley Bos      | Paesi Bassi | 1:49.72 | +0.92    |
| 6    | Lelde Priedulēna   | Lettonia    | 1:50.05 | +1.25    |
| 6    | Marija Orlova      | Russia      | 1:50.05 | +1.25    |
| 8    | Tina Hermann       | Germania    | 1:50.14 | +1.34    |
| 8    | Kim Meylemans      | Belgio      | 1:50.14 | +1.34    |
| 10   | Marina Gilardoni   | Svizzera    | 1:50.15 | +1.35    |

## Medagliere
| Posizione | Paese    | Oro | Argento | Bronzo | Totale |
| --------- | -------- | --- | ------- | ------ | ------ |
| 1         | Russia   | 1   | 1       | 0      | 2      |
| 2         | Lettonia | 1   | 0       | 0      | 1      |
| 3         | Germania | 0   | 1       | 1      | 1      |
| 4         | Austria  | 0   | 0       | 1      | 1      |
| Totale    | Totale   | 2   | 2       | 2      | 6      |